# Old Carthusians Football Club
Old Carthusians Football Club é um clube de futebol inglês fundado em 1876 por pupilos da Charterhouse School em Godalming, Surrey.

## Títulos
- FA Cup: 1

1881
- FA Amateur Cup: 2

1894, 1897
- Arthur Dunn Cup: 24

1903, 1904, 1905, 1906, 1908, 1910, 1921, 1922, 1923, 1936, 1939, 1947, 1949, 1951, 1954, 1962, 1977, 1982, 2001, 2006, 2008, 2009, 2011, 2013
- Arthurian League: 9

1979, 1982, 1988, 2006, 2008, 2009, 2011, 2012, 2013